# Радянсько-латвійський договір про взаємодопомогу

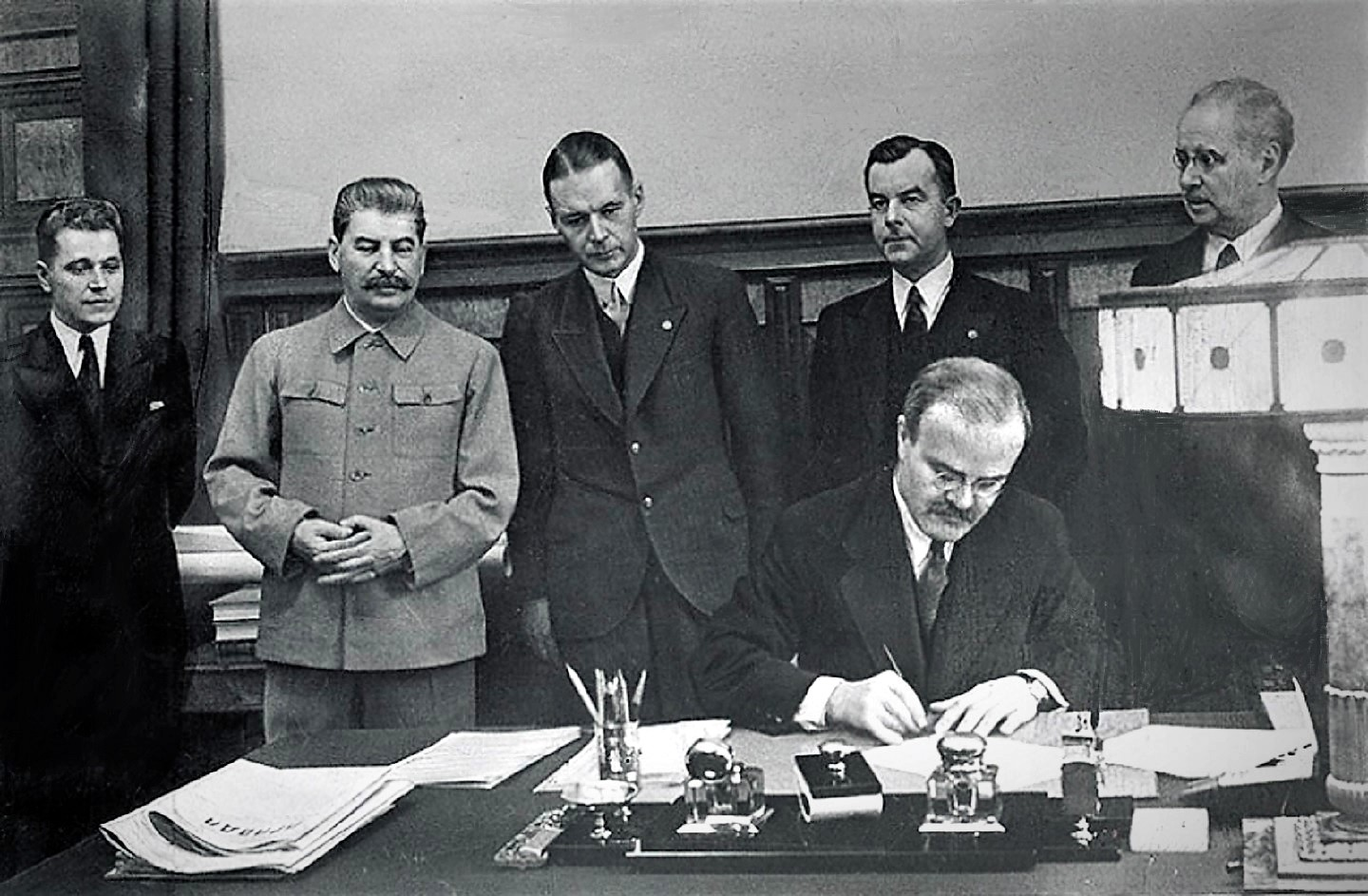
Підписання радянсько-латвійського Договору про взаємодопомогу Міністром закордонних справ СРСР В'ячеславом Молотовим. За ним стоять (зліва направо): Повноважний представник СРСР в Латвії Іван Зотов, секретар ВКП (б) Йосип Сталін, міністр закордонних справ Латвії Вільгельмс Мунтерс, посол Латвії в СРСР Фрісіс Коціньш і перший Заступник закордонних справ Володимир Потьомкін

Радянсько-латвійський договір про взаємодопомогу (рос. Пакт о взаимопомощи между СССР и Латвийской Республикой, латис. Savstarpējās palīdzības pakts starp Latviju un PSRS) — двосторонній договір, підписаний у Москві 5 жовтня 1939 року. Договір зобов'язував обидві сторони поважати суверенітет і незалежність одна одної, тоді як на практиці дозволяв радянському уряду створювати військові бази в Латвії, що сприяло вторгненню СРСР до цієї країни в червні 1940 року.
Його підписали міністр закордонних справ Латвії Вільгельмс Мунтерс та Радянський комісар закордонних справ В'ячеслав Молотов. Ратифікаційні обміни відбулися в Ризі 11 жовтня 1939 року, і договір набув чинности того ж дня. Він був зареєстрований у серії договорів Ліги Націй 6 листопада 1939 року.

## Передумови
23 серпня 1939 року Радянський Союз затвердив свій контроль над країнами Балтії за допомогою пакту Молотова — Ріббентропа. Ради вторглися до Польщі 17 вересня, завершивши операцію 6 жовтня. Після окупації східної Польщі Ради тиснули на Фінляндію та країни Балтії для укладення договорів про взаємодопомогу. Ради поставили під сумнів нейтралітет Естонії після втечі польської підводного човна 18 вересня. Через тиждень, 24 вересня, міністру закордонних справ Естонії Карлу Сельтеру було поставлено ультиматум у Москві. Після чотирьох днів переговорів естонцям нічого не залишалося, як прийняти військово-морські, повітряні та армійські бази. Чисельність радянських військ в Естонії становила 25 000. Договір про взаємодопомогу був підписаний 28 вересня. Як результат, незабаром дві інші країни Балтії поступились радянському тиску.

## Статті договору
- Стаття 1 передбачала військову співпрацю між сторонами у разі нападу третьої сторони.
- Стаття 2 зобов'язувала радянський уряд допомагати уряду Латвії у забезпеченні озброєння.
- Стаття 3 дозволяла радянському уряду створювати військові та морські бази на території Латвії.
- Стаття 4 зобов'язувала радянський та латвійський уряди не вступати у військові союзи проти іншої сторони.
- Стаття 5 передбачала, що договір не зачіпає політичної та економічної систем та суверенітету обох сторін. У ньому чітко передбачалося, що райони, де мали створюватися радянські бази, залишатимуться частиною Латвії.
- Стаття 6 стосувалася ратифікації та передбачала, що договір залишається чинним протягом десяти років з можливістю продовження його дії ще на десять років.

## Наслідки
Фінляндії було запропоновано взяти участь у подібних переговорах 5 жовтня. На відміну від Прибалтики, фінсько-радянські переговори тривали тижнями безрезультатно. Ради вторглися до Фінляндії 30 листопада.
Вранці 15 червня 1940 року радянські війська НКВС здійснили напад на прикордонні пункти Латвії, внаслідок чого загинули 5 людей, а 37 взяли в якості заручників. Наступного дня СРСР звинуватив Латвію в порушенні договору про взаємодопомогу, вимагав формування нового уряду і дозволив в'їзд необмеженої кількості радянських військ до країни. Латвії дали 6 годин, щоб відповісти на ультиматум, і, зважаючи на обставини, вона поступилася радянським вимогам.